# III. Nikomédész bithüniai király
III. Nikomédész Euergetész (ógörögül: Νικομήδης Εὐεργέτης), (? – Kr. e. 94) bithüniai király Kr. e. 128-tól haláláig.
II. Nikomédész fia és utóda. A rómaiak fennhatósága alatt uralkodott. Egy ideig VI. Mithridatész pontoszi király szövetségese volt, később azonban Paphlagonia birtoklása miatt meghasonlott vele. Kr. e. 94-ben hunyt el, utóda fia, IV. Nikomédész lett.